# Arquebisbat de Ciutat del Cap
L'arquebisbat de Ciutat del Cap (anglés: Archdiocese of Cape Town, llatí: Archidioecesis Civitatis Capitis) és una seu metropolitana de l'Església Catòlica a Sud-àfrica. L'any 2013 tenia 234.000 batejats sobre una població de 2.875.000 habitants. Actualment està regida per l'arquebisbe Stephen Brislin.

## Territori
El territori de l'arxidiòcesi està centrat sobre la vila de Ciutat del Cap, i inclou la punta meridional del continent africà. Limità a l'oest amb l'oceà atlàntic, al nord amb el districte de Van Rhynsdorp, a l'est amb els districtes de Calvinia, Ceres, Tulbagh, Worcester, Robertson and Swellendam; i al sud amb l'oceà índic. Els districtes civils de l'àrea eclesiàstica són els districtes de Cape, Wynberg, Simon's Town, Bellville, Somerset West, Stellenbosch, Paarl, Wellington, Caledon, Bredasdorp, Malmesbury, Piketberg I Clanwilliam.
La seu episcopal és la vila de Ciutat del Cap, on es troba la catedral de Santa Maria de la Fugida a Egipte.
El territori s'estén sobre 30.892  km², i està dividit en 72 parròquies.

### Província
La província eclesiàstica comprèn la mateixa seu metropolitana i les següents seus sufragànies:
- Aliwal,
- De Aar,
- Oudtshoorn,
- Port Elizabeth,
- Queenstown

## Història
El vicariat apostòlic del Cap de Bona Esperança (i territoris adjacents) va ser erigit el 18 de juny de 1818, sobre territoris de la prelatura territorial de Moçambic i de la diòcesi de Tomé. El 4 d'abril de 1819 adquirí el territori suspesa prefectura apostòlica de Nova Holanda. El 1834 va perdre territori per establir el vicariat apostòlic de Nova Holanda i Terra de Van Diemen, i de nou el 6 de juny de 1837 per establir el vicariat apostòlic de Maurici.
El vicariat apostòlic del Cap de Bona Esperança, Districte Occidental, va ser erigit el 30 de juliol de 1847, prenent el territori del vicariat apostòlic del Cap del Bona Esperança (avui bisbat de Port Elizabeth).
El 3 d'agost de 1874 cedí una porció del seu territori per tal que s'erigís la prefectura apostòlica del Cap de Bona Esperança, Districte Central (avui bisbat de Oudtshoorn).
El 9 d'abril de 1934, en virtut de la butlla del Papa Pius XI, incorporà l'illa de Santa Helena, que pertanyia al vicariat apostòlic del Cap de Bona Esperança, districte central, i de les illes d'Ascensió i Tristan da Cunha, que llavors no pertanyien a cap circumscripció eclesiàstica.
El 13 de juny de 1939 canvià el nom pel de vicariat apostòlic de Ciutat del Cap.
L'11 de gener de 1951 el vicariat apostòlic va ser elevat al rang d'arxidiòcesi metropolitana mitjançant la butlla Suprema Nobis del Papa Pius XII.
El 18 d'agost de 1986 cedí una porció del seu territori a benefici que s'erigís la  missió sui iuris de Santa Elena, Ascensió i Tristan da Cunha.

## Cronologia episcopal
- Beat Patrick Raymond Griffith, O.P. † (30 de juliol de 1847 - 18 de juny de 1862 mort)
- Beat Thomas Grimley † (19 de juny de 1862 - 29 de gener de 1871 mort)
- Beat John Leonard † (1 d'octubre de 1872 - 19 de febrer de 1908 mort)
- John Rooney † (19 de febrer de 1908 - de desembre de 1924 jubilat)
- Bernard Cornelius O'Riley † (15 de juliol de 1925 - 6 de juny de 1932 renuncià)
- Francis Hennemann, S.A.C. † (30 de juny de 1933 - 12 de novembre de 1949 renuncià)
- Owen McCann † (12 marzo 1950 - 20 d'octubre de 1984 jubilat)
- Stephen Naidoo, C.SS.R. † (20 d'octubre de 1984 - 1 de juliol de 1989 mort)
- Lawrence Patrick Henry † (7 de juliol de 1990 - 18 de desembre de 2009 jubilat)
- Stephen Brislin, des del 18 de desembre de 2009

## Estadístiques
A finals del 2013, la diòcesi tenia 234.000 batejats sobre una població de 2.875.000 persones, equivalent al 8,1% del total.
| any  | població | població  | població | sacerdots | sacerdots       | sacerdots       | sacerdots             | diaques | religiosos | religiosos | parròquies |
| ---- | -------- | --------- | -------- | --------- | --------------- | --------------- | --------------------- | ------- | ---------- | ---------- | ---------- |
| any  | batejats | total     | %        | total     | clergat secular | clergat regular | batejats por sacerdot | diaques | homes      | dones      |            |
| 1950 | 33.464   | 762.000   | 4,4      | 80        | 40              | 40              | 418                   |         | 82         | 411        | 32         |
| 1959 | 55.039   | 913.922   | 6,0      | 90        | 41              | 49              | 611                   |         | 109        | 493        | 35         |
| 1970 | 96.343   | 1.120.500 | 8,6      | 144       | 73              | 71              | 669                   |         | 131        | 431        | 49         |
| 1980 | 141.780  | 2.678.000 | 5,3      | 124       | 61              | 63              | 1.143                 | 2       | 97         | 415        | 62         |
| 1990 | 192.000  | 2.304.000 | 8,3      | 112       | 53              | 59              | 1.714                 | 49      | 82         | 352        | 67         |
| 1999 | 191.900  | 3.679.375 | 5,2      | 124       | 65              | 59              | 1.547                 | 51      | 85         | 241        | 72         |
| 2000 | 193.810  | 3.734.564 | 5,2      | 122       | 62              | 60              | 1.588                 | 51      | 93         | 229        | 69         |
| 2001 | 196.717  | 3.790.581 | 5,2      | 119       | 59              | 60              | 1.653                 | 66      | 80         | 211        | 72         |
| 2002 | 198.684  | 3.846.457 | 5,2      | 125       | 63              | 62              | 1.589                 | 62      | 88         | 260        | 72         |
| 2003 | 200.670  | 3.921.397 | 5,1      | 127       | 68              | 59              | 1.580                 | 58      | 93         | 260        | 73         |
| 2004 | 205.679  | 3.539.306 | 5,8      | 120       | 60              | 60              | 1.713                 | 57      | 94         | 252        | 72         |
| 2006 | 213.677  | 2.682.000 | 8,0      | 117       | 63              | 54              | 1.826                 | 61      | 94         | 217        | 72         |
| 2013 | 234.000  | 2.875.000 | 8,1      | 124       | 67              | 57              | 1.887                 | 59      | 93         | 167        | 72         |